# Pfarrkirche Utzenaich

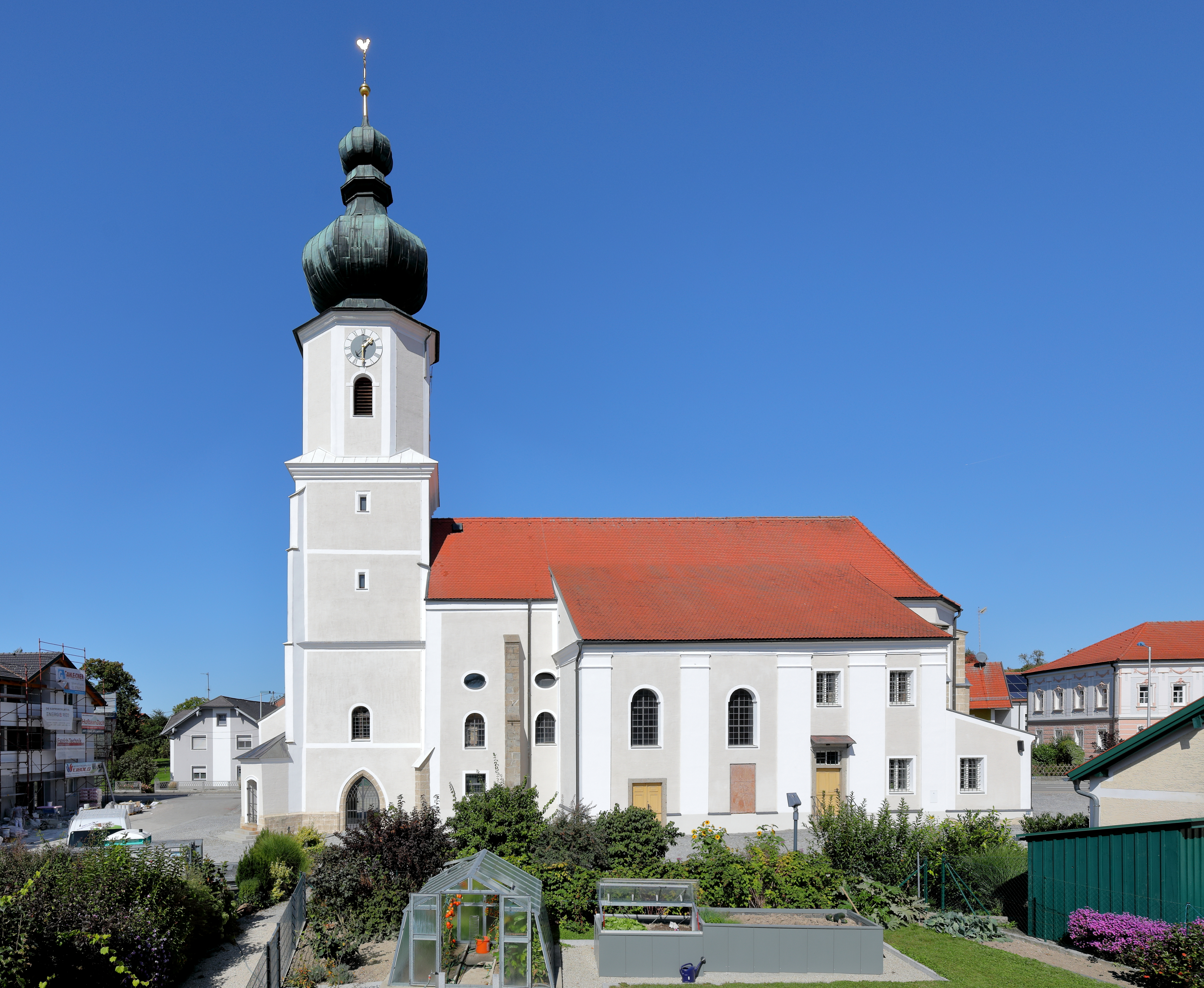
Pfarrkirche Mariä Himmelfahrt in Utzenaich

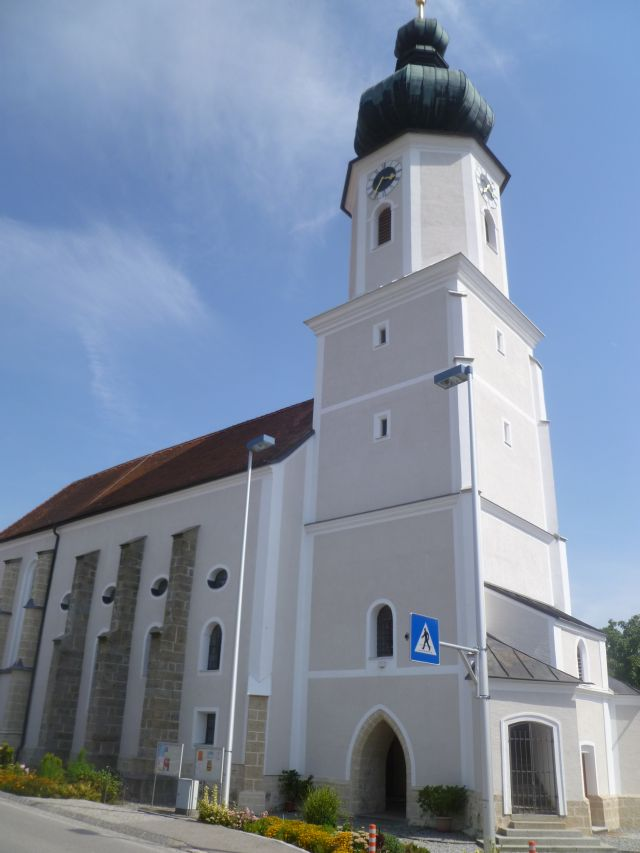
Nordwestansicht der Pfarrkirche

Die Pfarrkirche Utzenaich steht im Ort Utzenaich in der Gemeinde Utzenaich in Oberösterreich. Die römisch-katholische Pfarrkirche Mariä Himmelfahrt gehört zum Dekanat Ried im Innkreis in der Diözese Linz. Die Kirche steht unter Denkmalschutz.

## Geschichte
Eine Kirche wurde 1140 urkundlich genannt.

## Architektur
An das gotische einschiffige vierjochige kreuzrippengewölbte Langhaus schließt ein spätgotischer gleich breiter um vier Stufen erhöhter zweijochiger netzrippengewölbter Chor (1493) mit einem Fünfachtelschluss an. Die Kirche hat reich gegliederte Strebepfeiler, Wanddienste und Fensterleibungen. Die Westempore ist zweigeschoßig. Der Westturm wurde oben in ein Achteck übergeführt und mit einem Doppenzwiebelhelm abgeschlossen. Die sternrippengewölbte Turmhalle aus der Mitte des 16. Jahrhunderts hat ein spätgotisches Tor. Im Süden des Langhauses steht ein zweijochiger Kapellenanbau mit einem flachen Hängekuppelgewölbe mit reichem Rokoko-Schmuck aus der Mitte des 18. Jahrhunderts in der Art des Johann Caspar Modler.

## Ausstattung

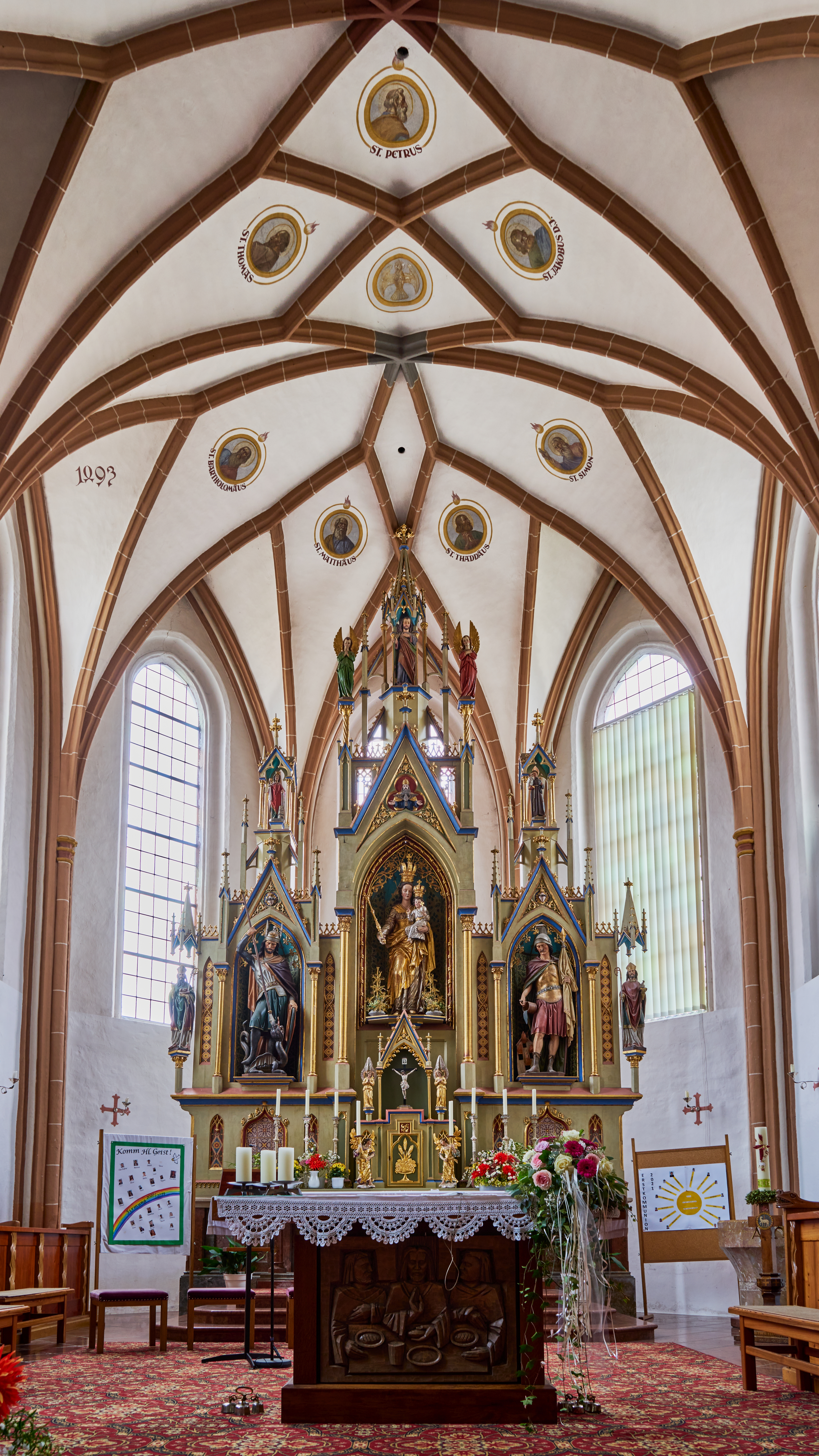
Der Hochaltar mit Muttergottesstatue aus dem 17. Jahrhundert

Die neugotische Einrichtung ist aus 1879. Der Hochaltar trägt eine Muttergottesstatue aus dem 2. Drittel des 17. Jahrhunderts.
Es gibt einige Grabsteine aus dem 16. und 17. Jahrhundert.